# Elisabeth Alexander
Elisabeth Alexander (* 21. August 1922 in Linz am Rhein; † 17. Januar 2009 in Heidelberg) war eine deutsche Schriftstellerin.

## Leben und Werk
Elisabeth Alexander entstammte einer Handwerkerfamilie. Nach dem Besuch einer katholischen Mädchenschule absolvierte sie eine Hauswirtschaftslehre in einem Kloster in Bad Honnef und arbeitete als Hausgehilfin und Kindermädchen. Nachdem sie sich weitere Fertigkeiten in Kursen angeeignet hatte, war sie als Buchhalterin und von 1943 bis 1945 als Rechnungsführerin in deutschen Kriegslazaretten tätig. 1946 zog sie nach Heidelberg, wo sie u. a. als Sekretärin bei der United States Army arbeitete. Sie besuchte ein Abendgymnasium, nahm ein Schauspielstudium an der Hochschule für Musik und Theater Heidelberg auf und begann mit dem Schreiben. Aus einer 1963 geschiedenen Ehe gingen drei Kinder hervor, die sie alleine aufzog. Ab 1963 begann sie, ihre literarischen Arbeiten zu veröffentlichen, und seit 1970 war Alexander freie Schriftstellerin. Von 1975 bis 1982 war sie freie Mitarbeiterin des Heidelberger Tageblattes. Sie unternahm zahlreiche Lese- und Vortragsreisen ins Ausland, insbesondere in die USA. 1985 war sie Visiting writer an der Texas Tech University in Lubbock und ab 1990 Lehrbeauftragte am Germanistischen Seminar der Universität Mannheim.
Alexander war die Verfasserin eines umfangreichen Werkes, das vorwiegend aus Lyrik und erzählender Prosa besteht. Die Autorin erregte 1970 mit der performanceartigen Lesung ihrer damals als ungewöhnlich freizügig angesehenen Gedichte bundesweites Aufsehen. Der Schwerpunkt ihres Werks liegt auf Frauenthemen, ohne dass Alexander als typisch feministische Autorin anzusehen wäre. Bis in die späten Siebzigerjahre wurde sie von der deutschen Literaturkritik weitgehend ignoriert, und auch danach blieb deren Urteil gespalten: Während die präzisen und intensiven Alltagsbeobachtungen der Autorin allgemein Anerkennung fanden, gehen die Meinungen über Alexanders dezidiert anti-intellektuelle Haltung und ihre eigenwillige Sprache weit auseinander.
Elisabeth Alexander war Mitglied des Verbandes Deutscher Schriftsteller.

## Auszeichnungen und Ehrungen
- 1979 Stipendium der Kunststiftung Baden-Württemberg
- 1980 Förderstipendium Baden-Württemberg
- 1984 Arbeitsstipendium Rheinland-Pfalz
- 1987 Arbeitsstipendium Rheinland-Pfalz
- 1991 Förderstipendium Baden-Württemberg
- 1995 Förderstipendium Baden-Württemberg
- 1996 Poetensitz-Preis
- 1997 Verdienstmedaille des Landes Baden-Württemberg[1]
- 1998 Stipendium der Stiftung Kulturaustausch Niederlande/Deutschland, Amsterdam

## Werke
- Bums, Hamburg 1971
- Die Frau, die lachte, Leverkusen 1975
- Nach einer gewissen Lebenszeit, Sankt Augustin 1975
- Fritte Pomm, Leverkusen 1976
- Ich bin kein Pferd, Leverkusen 1976
- Brotkrumen, Luxemburg 1977
- 12 Spruchband-Monate, Pforzheim 1977 (zusammen mit Axel Hertenstein)
- Ich will als Kind Kind sein, Münster 1978
- Die törichte Jungfrau, Köln 1978
- Ich hänge mich ans schwarze Brett, Hamburg 1979
- So kreuz und so quer, Schleiden 1980 (zusammen mit Anna-Dorothea Siekmann)
- Und niemand sah mich, Schleiden 1980 (zusammen mit Harald Herr)
- Wo bist du Trost, Kusel 1981
- Sie hätte ihre Kinder töten sollen, Düsseldorf 1982
- Damengeschichten, Heilbronn u. a. 1983
- Glückspfennig, Düsseldorf 1984
- "Schmusekater sucht Frau zum Pferdestehlen": Erfahrungen auf d. Heiratsmarkt, Frankfurt am Main 1986 (zusammen mit Helga Häsing)
- Zeitflusen, Heidelberg 1986
- Im Korridor geht der Mond, Trier 1988
- Herrengeschichten, Trier 1990
- Bauchschuß, Trier 1992
- Lisas Liebe, Speyer 1994
- Die Uhr läuft rückwärts wenn der Schnee fällt, Weilerswist 1994
- Domizil Heidelberg, Speyer 1995
- Durchs Geäder der Zeit, Reilingen 1996
- Kurz & klein, Trier 1997
- Was jetzt geschieht, geschieht umgekehrt, Trier 1997
- Am Fußende des Bettes, Trier 1999
- Kommt, Kinder, kommt!, Reilingen 1999
- Werkausgabe, Trier
  - Bd. 1. Die sieben Häute der Hanna Winter, 2002

### Herausgeberschaft
- Rhein-Neckar-Lesebuch, Karlsruhe 1983
- Heidelberger Lesebuch, Karlsruhe 1988